# Patrik von zur Mühlen
Patrik von zur Mühlen (* 20. März 1942 in Posen,; † 6. Dezember 2023 in Bremen) war ein deutscher Politikwissenschaftler und Historiker.

## Leben
Patrik von zur Mühlen studierte Geschichte, Politische Wissenschaften und Philosophie in Berlin und Bonn. Er wurde 1971 mit einer Studie über Nationalismus und Nationalitätenfragen promoviert. Zwischen 1973 und 1975 war er Mitarbeiter im Bundesministerium für Bildung und Wissenschaft, von 1975 bis 2007 war er Mitarbeiter der Abteilung Sozial- und Zeitgeschichte im Forschungsinstitut bzw. des Historischen Forschungszentrums der Friedrich-Ebert-Stiftung. Er war zuletzt im Vorstand der Gesellschaft für Exilforschung und im Beirat der Herbert und Elsbeth Weichmann-Stiftung tätig.
Zur Geschichte in der Zeit der nationalsozialistischen Gewaltherrschaft in Deutschland, insbesondere zu Exil, zum antifaschistischen Widerstand und zur Sozialdemokratie, aber auch zur jüngsten deutsch-deutschen und europäischen Zeitgeschichte hat Patrik von zur Mühlen zahlreiche Studien, Bücher, Artikel und Aufsätze herausgegeben bzw. verfasst.

## Schriften (Auswahl)
- Baltische Geschichte in Geschichten. Denkwürdiges und Merkwürdiges aus acht Jahrhunderten. Ecce Revalia / Plaggenhauer Verlag, Tallinn / Lüneburg 2012, ISBN 978-3-937949-27-7.
- Vom Nachdenken über Dummheit. Theorie der kognitiven Verweigerung. Iudicium, München 2018, ISBN 978-3-86205-618-7.
- Der friedliebende Staat aller Werktätigen. Frank & Timme, Berlin 2011, ISBN 978-3-86596-388-8.
- Der Eisenberger Kreis. J.H.W. Dietz Nachf., Bonn 2007, ISBN 978-3-8012-4177-3.
- Die internationale Arbeit der Friedrich-Ebert-Stiftung. J.H.W. Dietz Nachf., Bonn 2007, ISBN 978-3-8012-0378-8.
- Baltische Geschichte in Geschichten. Ecce Revalia, Tallinn 2006, ISBN 9985-9533-5-5.
- Aufbruch und Umbruch in der DDR. J.H.W. Dietz Nachf., Bonn 2000, ISBN 3-8012-4111-4.
- Fluchtweg Spanien-Portugal. J.H.W. Dietz Nachf., Bonn 1992, ISBN 3-8012-4030-4.
- Fluchtziel Lateinamerika. Die deutsche Emigration 1933–1945. Verlag Neue Gesellschaft, Bonn 1988, ISBN 3-87831-472-8.
- Spanien war ihre Hoffnung. Die deutsche Linke im Spanischen Bürgerkrieg 1936 bis 1939. (PDF-Datei; 9,66 MB), Verlag Neue Gesellschaft, Bonn 1983, ISBN 3-87831-375-6.
- Schlagt Hitler an der Saar! 2., korrigierte Auflage. Verlag Neue Gesellschaft, Bonn 1981, ISBN 3-87831-308-X.
- Sozialdemokratie in Europa. Olzog, München/Wien 1980, ISBN 3-7892-9849-2.
- Rassenideologien. Geschichte und Hintergründe. (Internationale Bibliothek 102) J.H.W. Dietz Nachf., Bonn 1977, ISBN 3-8012-1102-9.
- Zwischen Hakenkreuz und Sowjetstern : Der Nationalismus der sowjetischen Orientvölker im 2. Weltkrieg, Düsseldorf: Droste 1971, ISBN 978-3-7700-0273-3.